# 多気比売神社
多気比売神社（たけひめじんじゃ）は、埼玉県桶川市の元荒川沿いにある神社。祭神は豊葦建姫命。武蔵国足立郡の式内小社で、旧社格は村社。

## 由緒
安寧天皇の時代（紀元前567年 - 紀元前510年）に創建されたと伝えられる。明治元年（1868年）に社名を「姫宮社」から「多気比売神社」に改称し、神仏分離に伴い別当金剛寺の僧が還俗して神職となり、1887年（明治20年）まで神社を管理した。1873年（明治6年）に村社に列し、1887年（明治20年）に神職が金田家から加納の桜井家へ交代した。1907年（明治40年）に大字五丁台字上耕地の稲荷社を合祀した。

## 祭神
神社が鎮座する篠津の「篠」は竹、「津」は船着き場を意味し、かつて同地には篠津沼という大きな沼があった。田園が広がる地域ということもあり、稲を神格化した女神を祀ったといわれている。
- 豊葦建姫命（とよあしたけひめのみこと）
- 倉稲魂命（うかのみたまのみこと）

## 祭事
- 祈年祭（2月11日）
- 例大祭（3月15日）
- ふせぎ（4月1日）
- 新嘗祭（11月13日）

## 文化財

### 市指定天然記念物

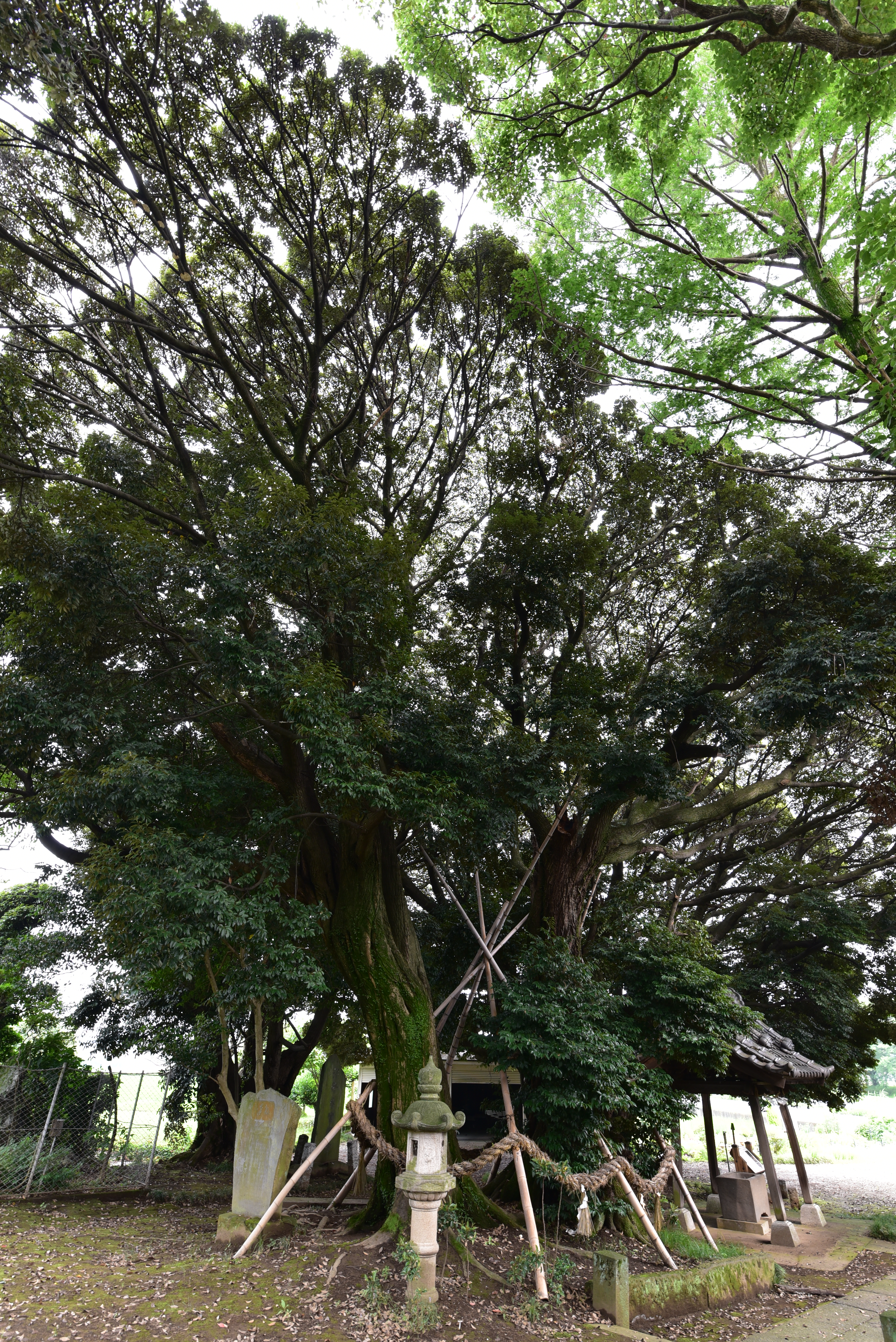
多気比売神社の大シイ

- 多気比売神社の大シイ

## 境内社
3地区に分かれて祀られていた篠津の各神社を合祀している。
- 天神神社
- 稲荷神社
- 三峰神社

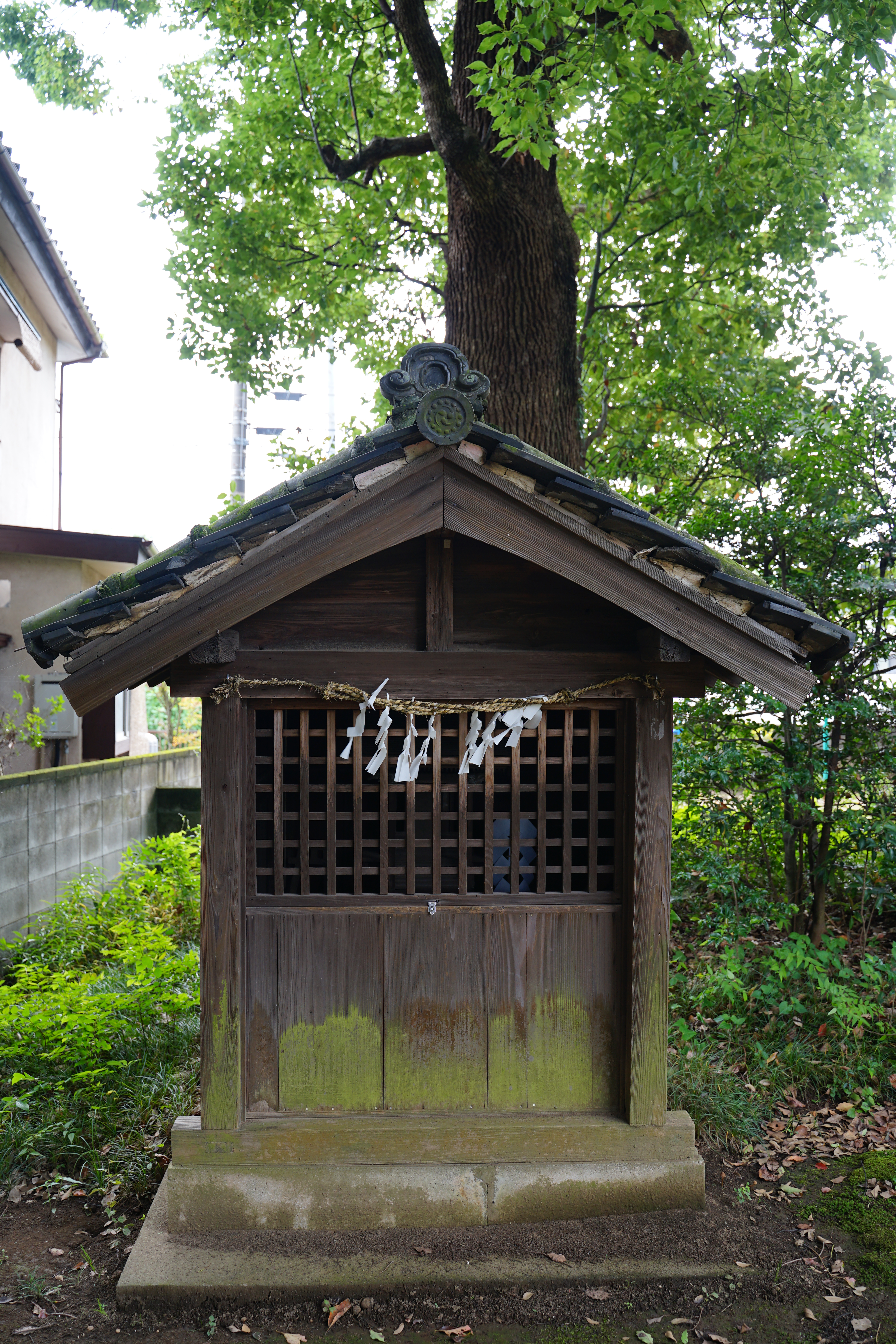
天満神社
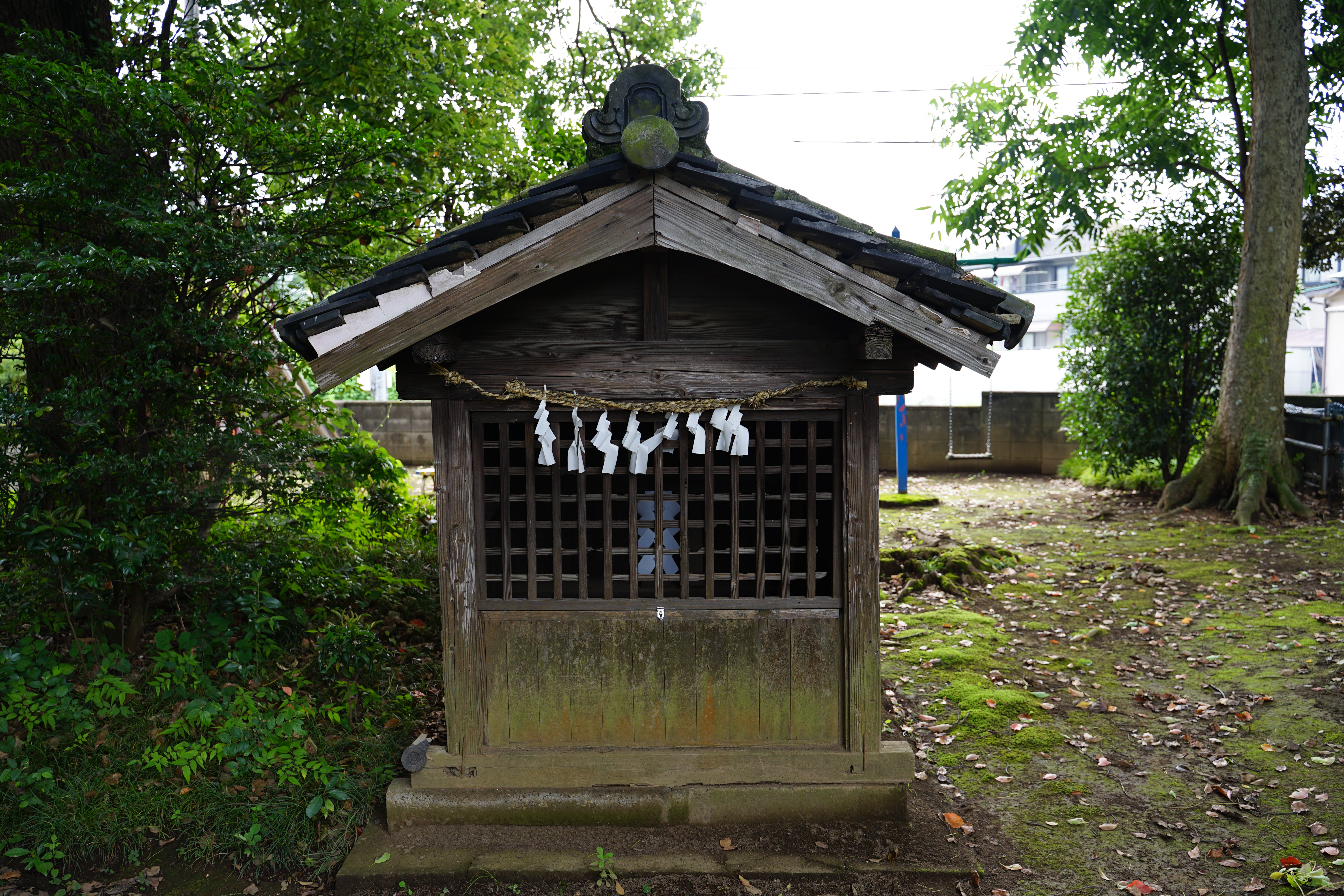
稲荷神社
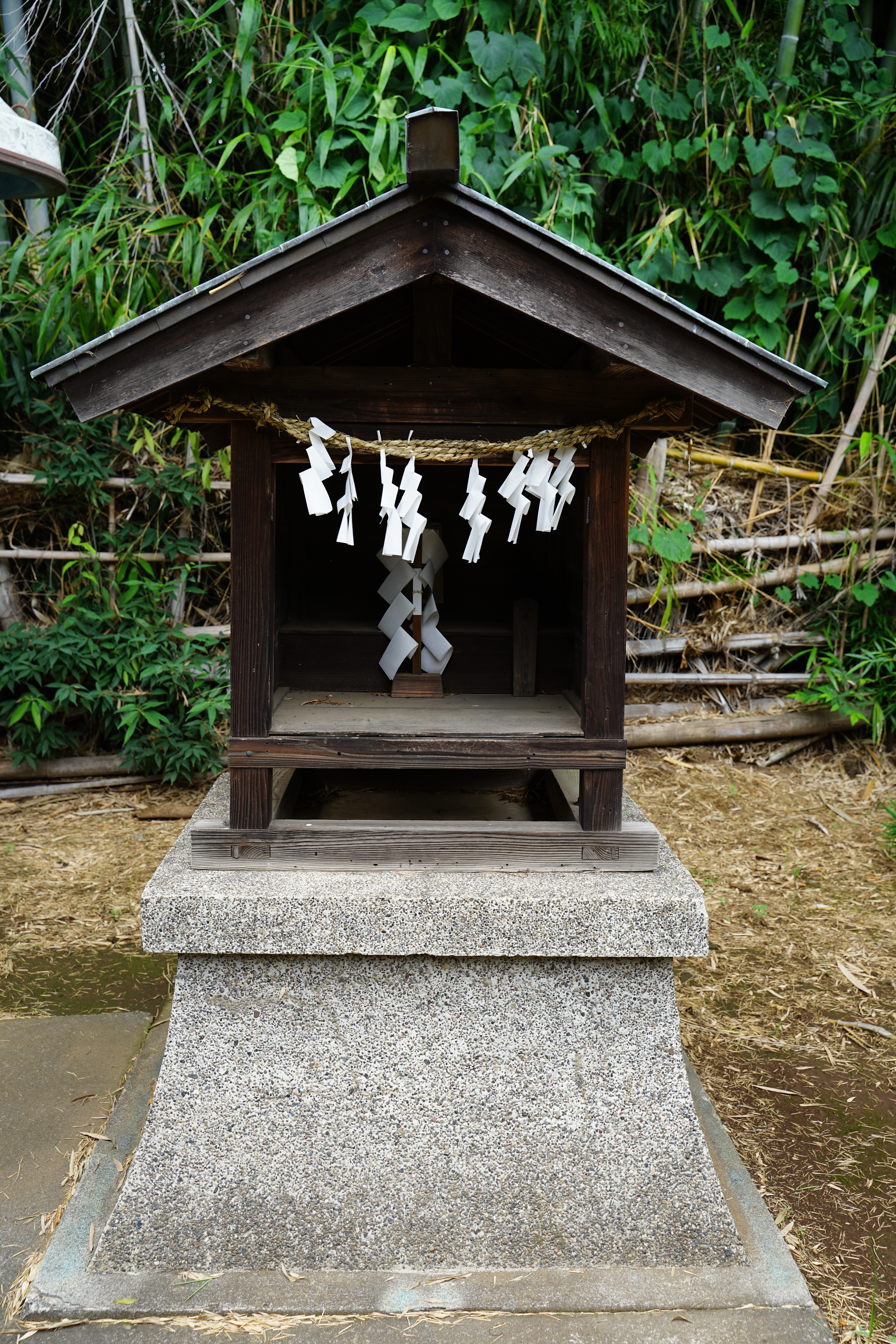
八雲神社

## 境内

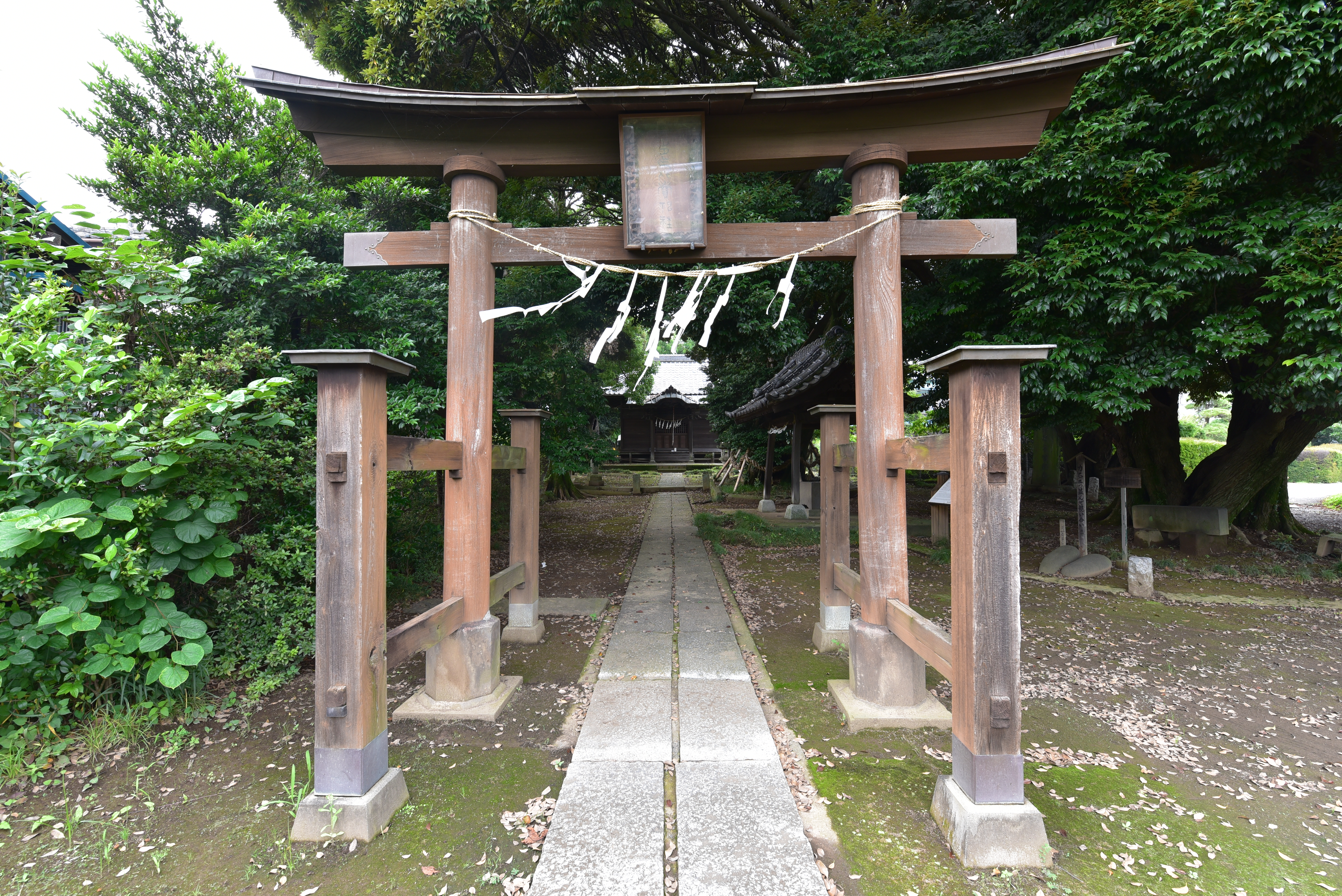
鳥居
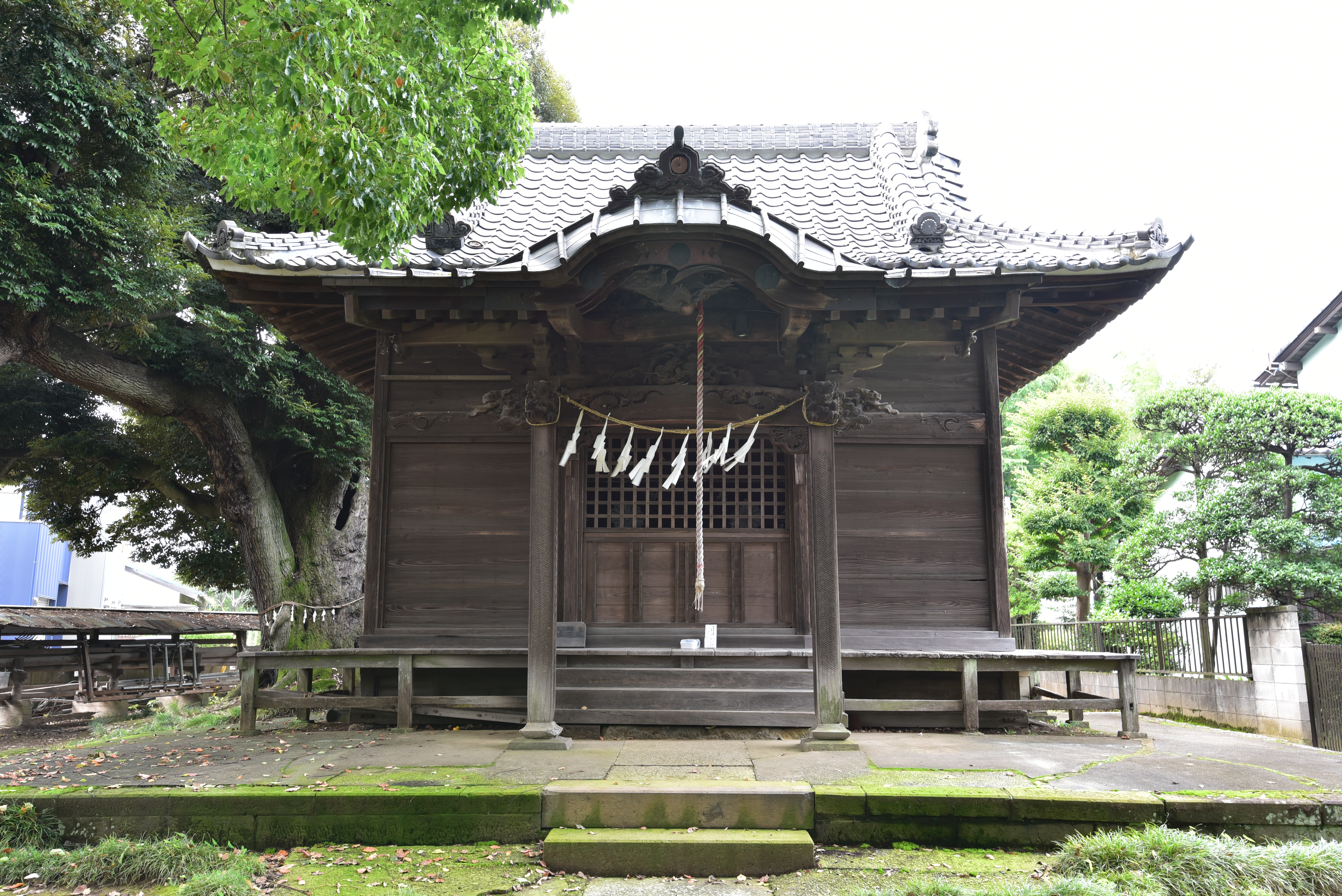
社殿
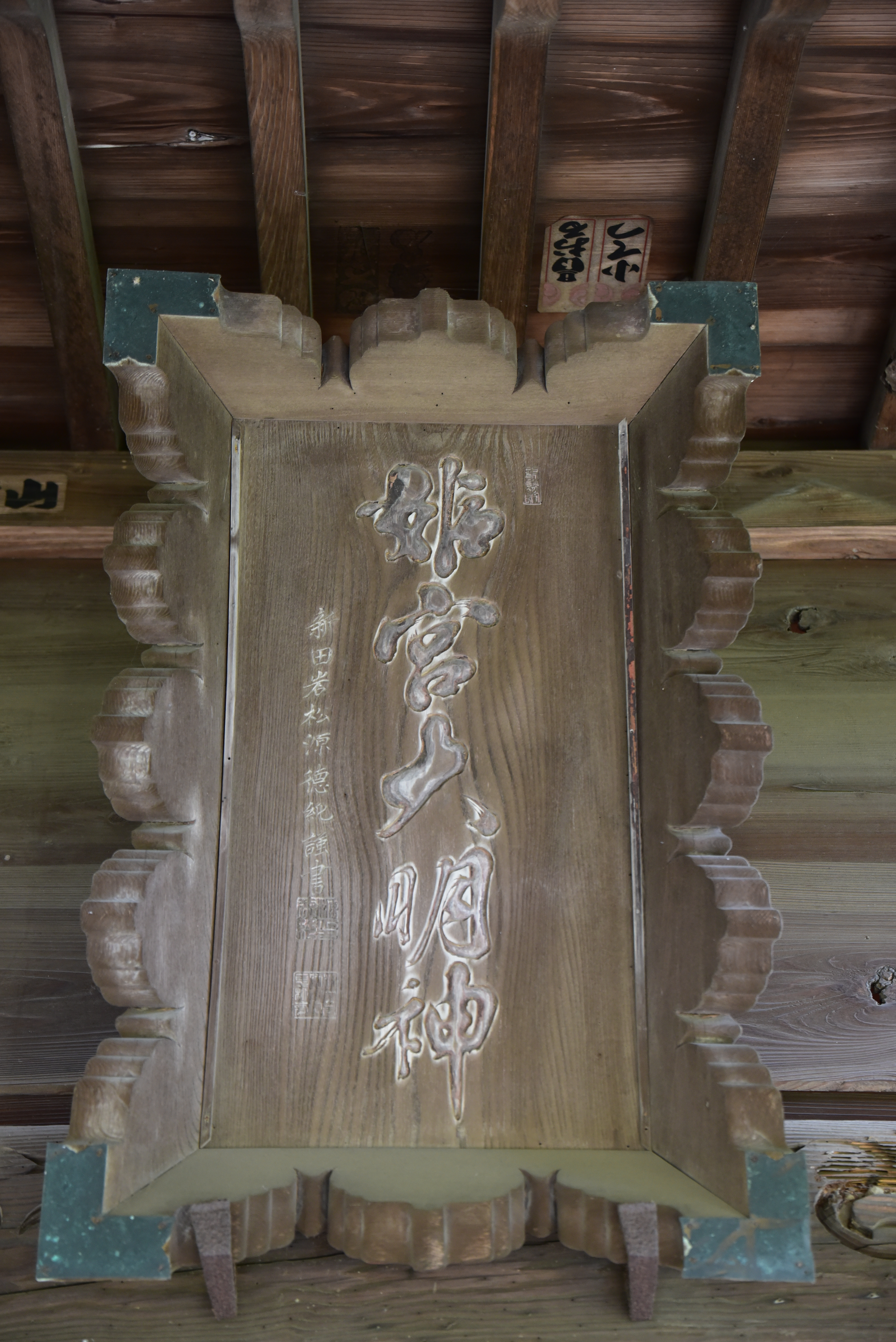
社殿の扁額
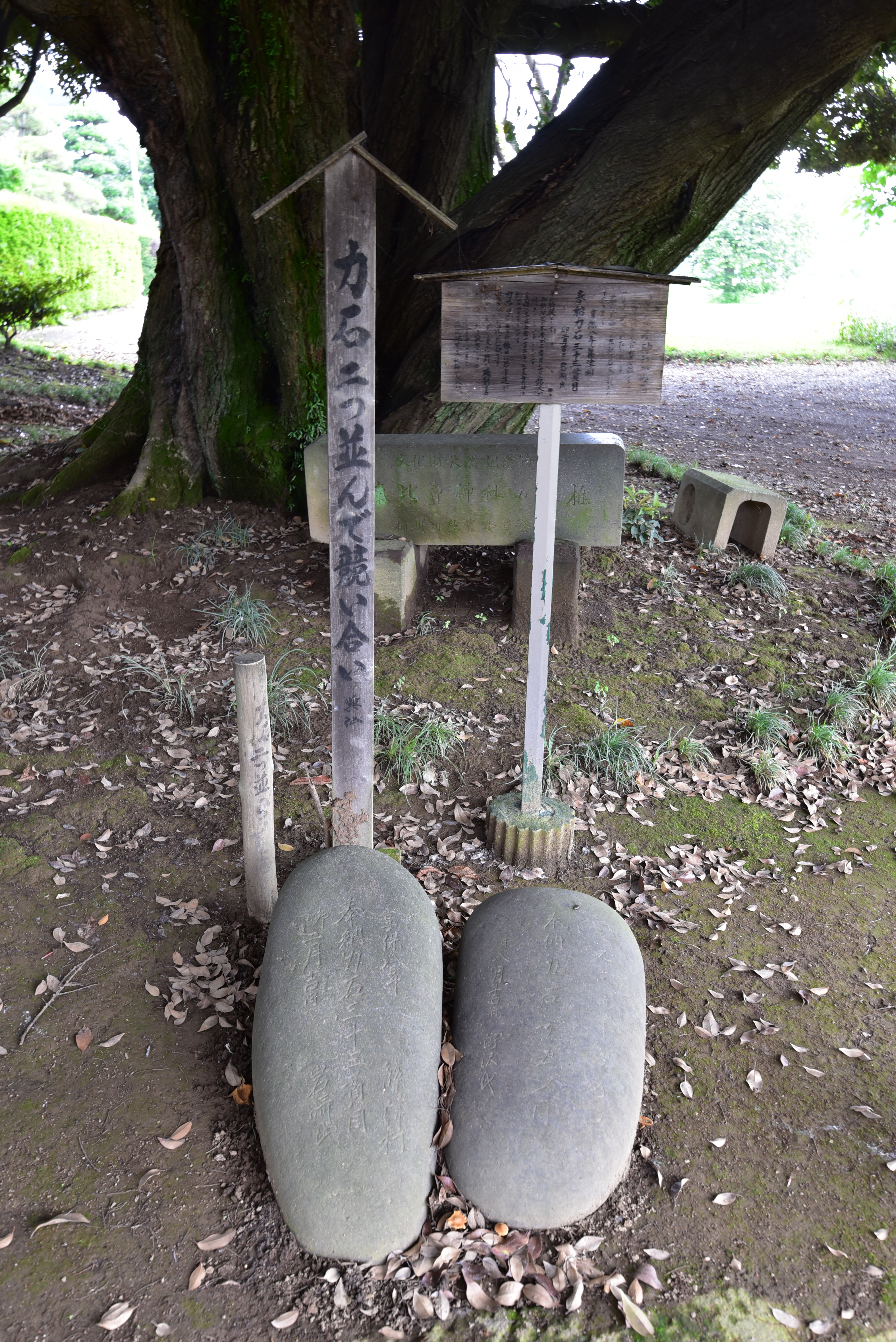
力石

## 交通
- JR東日本高崎線桶川駅東口から 朝日バス「菖蒲車庫」行き 20分
- バス停「東部工業団地入口」下車 徒歩5分